# 川上神社 (河内長野市)
川上神社（かわかみじんじゃ）は、大阪府河内長野市にある神社。旧社格は村社。

## 祭神
- 素盞嗚尊（スサノオノミコト）

## 歴史
創建年代は不明ながら、当初は、神社の所在地である地名を冠して鳩原神社と称していた。地名としての「鳩原」の由来は、699年（文武天皇3年）に錦織部の住民が朝廷へ白鳩を献上し、これを喜んだ天皇が一年の租税を免じたことに由来している。素盞嗚尊を主祭神としていたが、1908年（明治40年）に近隣の河合寺、神が丘、寺元、小深、太井、石見川地区にあった神社を合祀し川上神社と改称した）。

## 境内
かつて鳩原は観心寺の荘園であり、観心寺文書によると、観心寺の三世住職である眞紹律師が歓心寺奥の院を鳩ノ原に建立し、そこで余生を過ごしたとされており、現在、境内ある弥勒堂が観心寺の奥の院であったと比定されている。
神社の裏山に存在する高さ約2m、直径約5mの石塚は眞紹律師の墓と伝わっているが、『川上村史』にて当時の神官が話した内容として、長慶天皇の陵墓とも言われている。

## 祭事
10月の秋祭りでは、「稚児相撲」という満1歳の子供の泣き相撲が行われる。

## 現地情報
所在地
- 大阪府河内長野市鳩原788

交通アクセス
- 最寄駅：近鉄南大阪線河内長野駅より南海バス小堀線乗り換え バス停「川上神社前」下車後、徒歩約3分

周辺施設
- 山本家住宅 - 重要文化財